# IEEE 802.3
Az IEEE 802.3 az IEEE szabványokkal meghatározott, Ethernet kábelezést használó fizikai és adatkapcsolati rétegek megvalósításait leíró szabványgyűjtemény. Általánosan használt LAN technológia, néhány WAN alkalmazással. Fizikai kapcsolatot hoz létre a hálózati csomópontok és/vagy az infrastruktúra eszközei (hubok, switchek, routerek) között, különböző és sokféle réz- és optikai kábelek segítségével.
A 802.3 technológia támogatja az IEEE 802.1 szerinti hálózati architektúrát.
Az Ethernet maximális csomagmérete 1518 byte, ennek ellenére megengedi a „Q-tag” használatát a Virtual LANok és prioritás adatok használatát a  802.3ac szabványban, és a csomag méretének az 1522 byte-ra való bővítését. Ha az alsó szintű réteg protokollja egy PDU-t (Protocol data unit) küld, ami rövidebb, mint 64 byte, a 802.3 feltölti az adatmezőt, hogy az elérje a minimális 64 byte-os hosszúságot.
Bár technikailag nem helyes, a „csomag” kifejezést és a „keret”  kifejezést gyakran összekeverik. A ISO/IEC 8802-3 ANSI/IEEE 802.3 szabvány szerint a MAC al-réteg kerete a „rendeltetési hely cím”, „forrás cím”, „hossz/típus” és „FCS (keret sorrend ellenőrző összeg)” mezőkből áll. Az úgynevezett „Preambulum” és az „SFD (Start keret elválasztó)” (általában) egy  MAC keret fejlécében helyezkedik el. Ez a fejléc, valamint a MAC keret alkot egy „csomag”ot.

## A 802.3 verziók
Az eredeti Ethernetet "Kísérleti Ethernet"-nek nevezik ma. Bob Metcalfe tervezte, és a drót nélküli Alohanet protokollon alapult. Kevés helyen használták, de a gondolat többek fejébe szeget ütött. Az első "Ethernet", amit a Xerox-on kívül használtak, a DIX Ethernet volt. Tulajdonképpen a DIX Ethernet a Kísérleti Ethernet "leszármazottja" lett, és a szabványok jelentős része a DIX Etherneten alapult, a technikai emberek pedig az Ethernet kifejezés használatát mindenre elfogadták. Ezért az "Ethernet" kifejezés használható hálózatokra, a következő szabványokra és funkcionalitásokra egyaránt:
| Ethernet szabvány      | Dátum                             | Meghatározás |
| ---------------------- | --------------------------------- | --- |
| Kísérleti Ethernet     | 1972 (1978-ban szabadalmaztatták) | 2.94 Mbit/s (367 KB/s) koaxiális kábelen kábel busz |
| Ethernet II (DIX v2.0) | 1982                              | 10 Mbit/s (1.25 MB/s) vékony (thin) koaxiális kábelen (thinnet) – A keretekben van Típus (Type) mező. Ez a keretformátum használatos az Internet protocol suite minden Ethernetes formájánál. |
| IEEE 802.3             | 1983                              | 10Base5 10 Mbit/s (1.25MB/s) vastag koaxiális kábelen – azonos a DIX-szel, kivéve, hogy a Típus (Type) mezőt a Hossz (Length) helyettesíti, és egy 802.2 LLC keret követi a 802.3 fejlécet    |
| 802.3a                 | 1985                              | 10Base2 10 Mbit/s (1.25 MB/s) vékony koaxiális kábelen (thinnet vagy cheapernet) |
| 802.3b                 | 1985                              | 10Broad36 |
| 802.3c                 | 1985                              | 10 Mbit/s (1.25 MB/s) ismétlő egység meghatározás |
| 802.3d                 | 1987                              | FOIRL (Fiber-Optic Inter-Repeater Link) |
| 802.3e                 | 1987                              | 1Base5 vagy StarLAN |
| 802.3i                 | 1990                              | 10Base-T 10 Mbit/s (1.25 MB/s) csavart érpáron |
| 802.3j                 | 1993                              | 10Base-F 10 Mbit/s (1.25 MB/s) optikai szálon |
| 802.3u                 | 1995                              | 100Base-TX, 100Base-T4, 100Base-FX Fast Ethernet 100 Mbit/s(12.5 MB/s) auto-egyeztetéssel |
| 802.3x                 | 1997                              | Teljesen duplex és adatáramlás ellenőrzéssel; együtt tud működni a DIX keretekkel |
| 802.3y                 | 1998                              | 100Base-T2 100 Mbit/s (12.5 MB/s) alacsony minőségű csavart érpáron |
| 802.3z                 | 1998                              | 1000Base-X Gbit/s-os Ethernet fényvezető szálon 1 Gbit/s (125 MB/s) |
| 802.3-1998             | 1998                              | Az alap szabvány felülvizsgálata a fenti korábbi kiegészítésekkel és hibajavítások |
| 802.3ab                | 1999                              | 1000Base-T Gbit/s-os Ethernet csavart érpáron 1 Gbit/s (125 MB/s) |
| 802.3ac                | 1998                              | A maximális keretméret bővítése 1522 byte-ra (a "Q-tag" megengedése). A Q-tag tartalmazza a 802.1Q VLAN információkat és a 802.1p szerinti prioritás információkat.                           |
| 802.3ad                | 2000                              | Link aggregation párhuzamos kapcsolatokhoz |
| 802.3-2002             | 2002                              | Az alap szabvány felülvizsgálata a három korábbi kiegészítéssel és hibajavítások |
| 802.3ae                | 2003                              | 10 Gbit/s (1,250 MB/s) Ethernet fényvezető szálon; 10GBASE-SR, 10GBase-LR, 10GBase-ER, 10GBase-SW, 10GBase-LW, 10GBase-EW                                                                     |
| 802.3af                | 2003                              | Power over Ethernet PoE, tápfeszültség szállítása Ethernet hálózaton |
| 802.3ah                | 2004                              | Ethernet in the First Mile |
| 802.3ak                | 2004                              | 10GBase-CX4 10 Gbit/s (1,250 MB/s) Ethernet iker axiális kábelen |
| 802.3-2005             | 2005                              | Az alap szabvány felülvizsgálata a négy korábbi kiegészítéssel és hibajavítások |
| 802.3an                | 2006                              | 10GBase-T 10 Gbit/s (1,250 MB/s) Ethernet árnyékolatlan csavart érpáron (UTP) |
| 802.3ap                | 2007                              | Backplane Ethernet (1 and 10 Gbit/s (125 és 1,250 MB/s) nyomtatott áramköri lapokon) |
| 802.3aq                | 2006                              | 10GBase-LRM 10 Gbit/s (1,250 MB/s) Ethernet többmódusú optikai szálon |
| 802.3ar                | 2005                              | torlódás menedzsment |
| 802.3as                | 2006                              | keret bővítés |
| 802.3az                | 2007                              | Energy Efficient Ethernet, energiatakarékos Ethernet |

Amit a korai IEEE 802.3 szabványok meghatároztak, az gyakran ellentétes a gyakorlatban használtakkal: a legtöbb Ethernetes hálózatban megtalálhatók a DIX keretek, azóta az internetprotokoll használja ezt a formát, a típus mezőt a IETF protokoll szerinti típusokra állítják be. Az IEEE 802.3x-1997 megengedi egy 16 bites mezőt a MAC címekre (típus és hossz mezők), így a DIX keretek szintén érvényesek a 802.3 keretekként a 802.3x-1997-es és az IEEE 802.3 Ethernet szabvány későbbi változataiban.